# Sara Soto Gabiola
Sara Soto Gabiola (Górliz, Vizcaya, 21 de marzo de 1941 - Irún, Guipúzcoa, 28 de junio de 1999) fue una compositora española, arraigada en Irún.

## Biografía
Desde temprana edad, una enfermedad muscular  restringió por completo su capacidad de practicar música, pintura o literatura. Estudió música por su cuenta, y trabajó principalmente en música de cámara y coro. Estudió armonía con José Antonio Canoura en la Academia de Música de Irún. Aprendió composición de forma autodidacta.

Un día, hace años, Sara, por tu empeño de crear una respuesta sonora, musical, a mis pinturas en los muros de la Cripta, te fuiste hasta Aránzazu. [...] Transformaste mi obra, en obra tuya de precisas arquitecturas musicales.
Néstor Basterretxea

## Obra
Una de sus obras más conocidas fue el poema coral Karraxiz basado en Serie Cosmogónica Vasca, de Néstor Basterretxea, que se estrenó el 23 de enero de 1979 en el Teatro Victoria Eugenia de San Sebastián. Otras obras para coro son Cuatro canciones vascas, Inguma, para 4 voces mixtas (1982), Elurretako Printzesak (Las princesas de la nieve), sobre un poema de Xabier Lete, Gure margo eder horiek (Estas hermosas pinturas), Kanta Martintxo (Canta, Martín), Txori bat bezala (Como un pájaro y Donapauleko Nafarroako Azken Printzesak (Las últimas princesas navarras de Saint-Palais), para solistas y coro a 4 voces mixtas.
También creó varias piezas para el órgano, entre ellas Kripta (Cripta) (1984), inspirada en los murales de Néstor Basterretxea para Aránzazu.
Escribió la música de varias canciones: Maitasun honek zugan dirudi (Este amor parece estar en ti), Begi sakonak (Ojos profundos) y Lur erre hau baino haratago (Más allá de esta tierra quemada), con letra de Xabier Lete, o Kanta Kanta (Canta, canta), que popularizó María Ostiz a finales de los 60. Tras su muerte, sus hermanos depositaron sus copias y manuscritos originales en el Archivo Eresbil de Rentería (Dossieres A133/D-3253 y A133/F-236).

## Discografía
- Sara Soto, disco sencillo, salió a la luz en 1967. Ella misma cantaba.[5]
- María Ostiz canta en vasco (1969), con letra de María Ostiz y Xabier Lete.[6]
- Maitasun honek zugan dirudi (1974), con letra y música propias, cantado por Lourdes Iriondo en su álbum.[7]
- Karraxiz se publicó en 1978. Era un LP de vinilo del Coro Ametsa de Irún, dirigido por Fernando Etxepare.[8]
- Martintxo, otro disco sencillo, apareció en 1979. Cantaba en esta ocasión Txomin Artola que también tocaba la guitarra, el xilófono y el tambor; Gonzalo Iñarra tocaba la flauta y el flautín y Sara Soto y Saritxu, las voces.[9]
- En 2006 se publicó Sara Soto Gabiola, un álbum con 2 CDs por Enixe Records.[10]
- Nestor Basterretxea. erroen modernitatea se edita en 2007, un DVD acompañado de un folleto, con letra de Néstor Basterretxea. Aparece allí su canción Oroitzen zara Martintxo?[11]
- Aire ahizpak. Bidexka (2014), CD. Aparece allí su canción Maitasun honek zugan dirudi[12]